# Basílica de Santa María (Portugalete)
La basílica de Santa María es un templo parroquial católico de estilo gótico-renacentista situado en el municipio de Portugalete, Vizcaya, País Vasco, España.

## Historia
El templo original de reducidas dimensiones y cubierta de madera, fue levantado en cumplimiento de lo mandado por la señora de Vizcaya, María Díaz de Haro, en su Carta-Puebla de 1322. Sin embargo, este primer templo gótico pronto se quedó pequeño para una población que, con la expansión mercantil del siglo XV, crecía cada vez más. Por ello se decidió construir uno nuevo, el actual, cuyas obras comenzaron en 1480 y se prolongaron hasta la segunda mitad del siglo siguiente. Desde 1530 Juan de Garita fungió de maestro de obras, las cuales parece que ya estaban concluidas en 1580. La torre se realizó en estilo barroco entre 1691 y 1750 según un proyecto del guipuzcoano Lucas Longa, encargándose del remate del campanario Manuel Arróspide a partir de 1740. Todo el cuerpo superior fue destruido en un bombardeo durante la última guerra carlista en 1873, debiendo ser rehecho en 1887 siguiendo un proyecto de Casto de Zabala y Francisco Berriozabal.
El 27 de febrero de 1951 el papa Pío XII otorgó a la iglesia portugaluja el rango de basílica menor. En 1984 Santa María fue declarada Bien de Interés Cultural con categoría de Monumento Histórico-Artístico.
Entre 1992 y 1994 el templo fue sometido a una restauración integral, de arquitectura y mobiliario. El aspecto interior de la basílica experimentó numerosos cambios. Así, se retiró el retablo neogótico de la anteriormente llamada Capilla de la Dolorosa (hoy, de Salazar) y se trasladó a la Capilla de la Purísima Concepción, al hallarse detrás de él la presumible tumba de la familia Salazar. Se suprimió el retablo de la Capilla llamada anteriormente del Sagrado Corazón de Jesús al realizarse otro encuentro casual, el de un hornacina renacentista, en la que se colocó una imagen de San Roque. Dos retablos situados en los frontales de las naves laterales dejaron espacio a un tríptico y una tabla flamencos. Se  reestructuró el presbiterio con la colocación de un nuevo altar y un nuevo sagrario, diseñados por Rapel Mentxaca. Todos los retablos, imágenes y demás mobiliario fueron limpiados y tratados. Igualmente, se repintaron las plementerías de las bóvedas y se limpió toda la piedra.
En 1996 abrió sus puertas un Museo Parroquial, instalado en la que hasta 1983 fuera la moderna sacristía, adosada a la nave de la Epístola, prolongando la sacristía vieja en la parte cabecera, y construida en 1900 en estilo neogótico. En este espacio, que forma una única sala rectangular, se colocaron, con la participación de la Asociación de Amigos de la Basílica, gran parte de los elementos e imágenes retirados en la restauración acometida en los años anteriores. En 1998 fue inaugurado el Centro de Bibliografía y Documentación de la Basílica de Santa María con una exposición del material reunido. Los fondos documentales recogen los más diversos aspectos de la vida e historia de Portugalete y su templo.

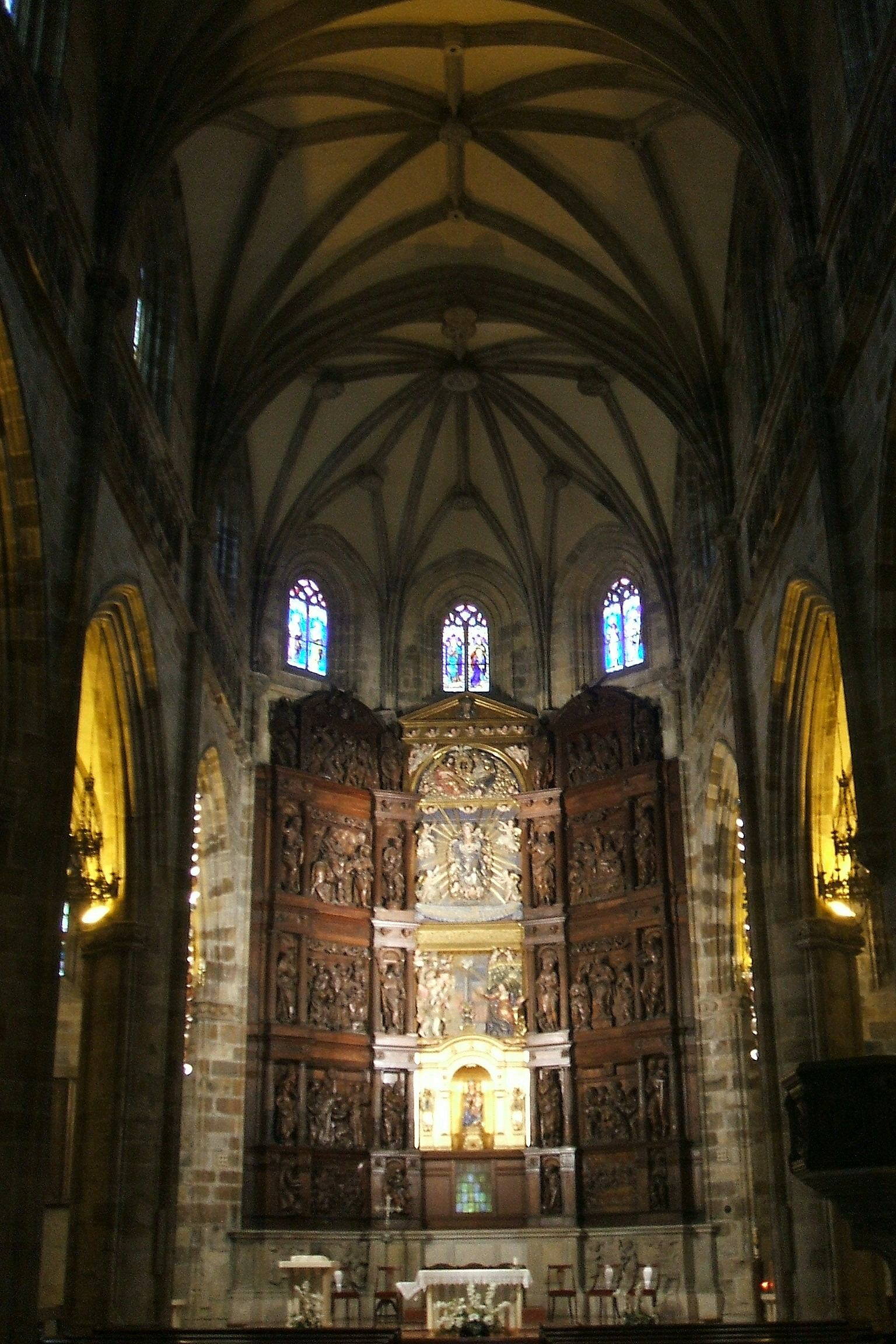
Nave central y cabecera.

## Descripción
Presenta planta basilical, sin crucero, de tres naves de cinco tramos, siendo las laterales de inferior altura que la central, cuyo peso se descarga sobre aquellas merced a una serie de arbotantes y botareles exteriores. La cabecera, apenas desarrollada, consiste en un ábside central ochavado de tres paños. Las bóvedas son de crucería y se apoyan en pilares fasciculados. Aunque un gótico tardío no recargado señorea la fábrica, sin faltar el triforio ornamental que recorre los lienzos de la nave central -como es habitual en los templos góticos de la región-, el 
arte renacentista, más propio de la época constructiva, dejó su huella en la entrada abierta en el segundo tramo de la nave del Evangelio (Norte), el conocido como portal de la Ribera, obra del maestro cantero Juan de Garita, y en varias capillas laterales. Las obras más destacadas del mobiliario interior son, asimismo, renacentistas. La portada principal, en la fachada a poniente y bajo la torre, es obra protobarroca del siglo XVII.
A continuación, se describe más en detalle el interior del templo. Empezando desde la entrada principal, a la izquierda:
- Capilla de los Salazar

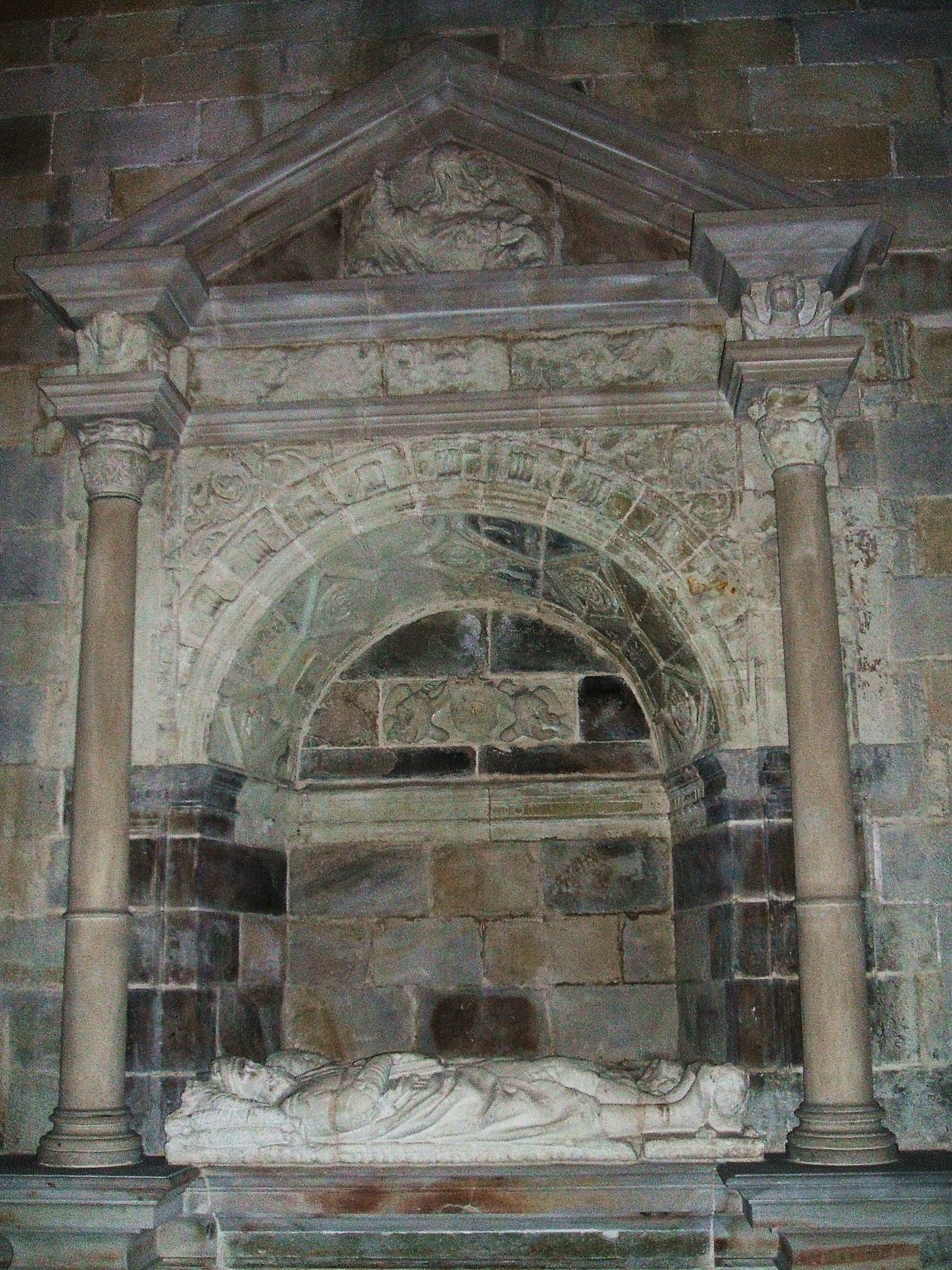
Sepulcro de los Salazar.

En el tercer tramo de la nave del Evangelio. Llamada anteriormente capilla de la Dolorosa, las obras de restauración acometidas en los años noventa del siglo XX permitieron recuperar un artístico sepulcro renacentista en arcosolio que hasta entonces había permanecido oculto tras un retablo neogótico dedicado a la Virgen de los Dolores. El abandono en que se encontraba este sepulcro obligó a realizar una reconstrucción lo más aproximada posible, sobre la base de datos sobre sepulcros similares. Son apreciables los elementos incorporados, totalmente nuevos: el frontón triangular que remata el conjunto y las columnas a los lados.
Aunque la sepultura correspondió a la familia Salazar, como indica el escudo que figura en el conjunto, la duda radica en a quiénes de sus miembros representan los bultos yacentes. Algunos autores indican que aquí hubo una inscripción que decía que en 1537 don Pedro González de Salazar y Arana mandó edificar una capilla para recibir los restos de su padre, don Pedro Salazar y Butrón. Los escudos presentes en el recinto sugieren que tal capilla funeraria pudo tratarse de la capilla de la Purísima Concepción. De todos modos, lo más probable es que la figura arrodillada, situada a la izquierda del sepulcro, se trate de Pedro Salazar y Butrón, y que los aquí enterrados sean su hijo Pedro González de Salazar y su nuera Elvira Díez de Ullíbarri. La reja que cierra la capilla fue costeada en el siglo XIX por la familia Retuerto.
- Capilla de la Adoración de los Reyes

En el cuarto tramo de la nave del Evangelio. Flanqueada por dos escudos y costeada por las familias Coscojales y Salazar, esta capilla contiene una hornacina de medio punto que acoge una talla de San Roque, patrón de Portugalete, y un nicho con pilastra y frontón, que acoge una talla moderna de la Piedad realizada en 1997; ambos son renacentistas, de mediados del siglo XVI. El elemento más destacado es el retablo de la Adoración de los Reyes, magnífico conjunto escultórico de mediados del XVI realizado por los hermanos loreneses Guiot y Juan de Beaugrant. El movimiento de las figuras y su acusado naturalismo, que contrasta con la idealización de la Virgen, sitúan a esta obra en pleno manierismo.
- Capilla mayor

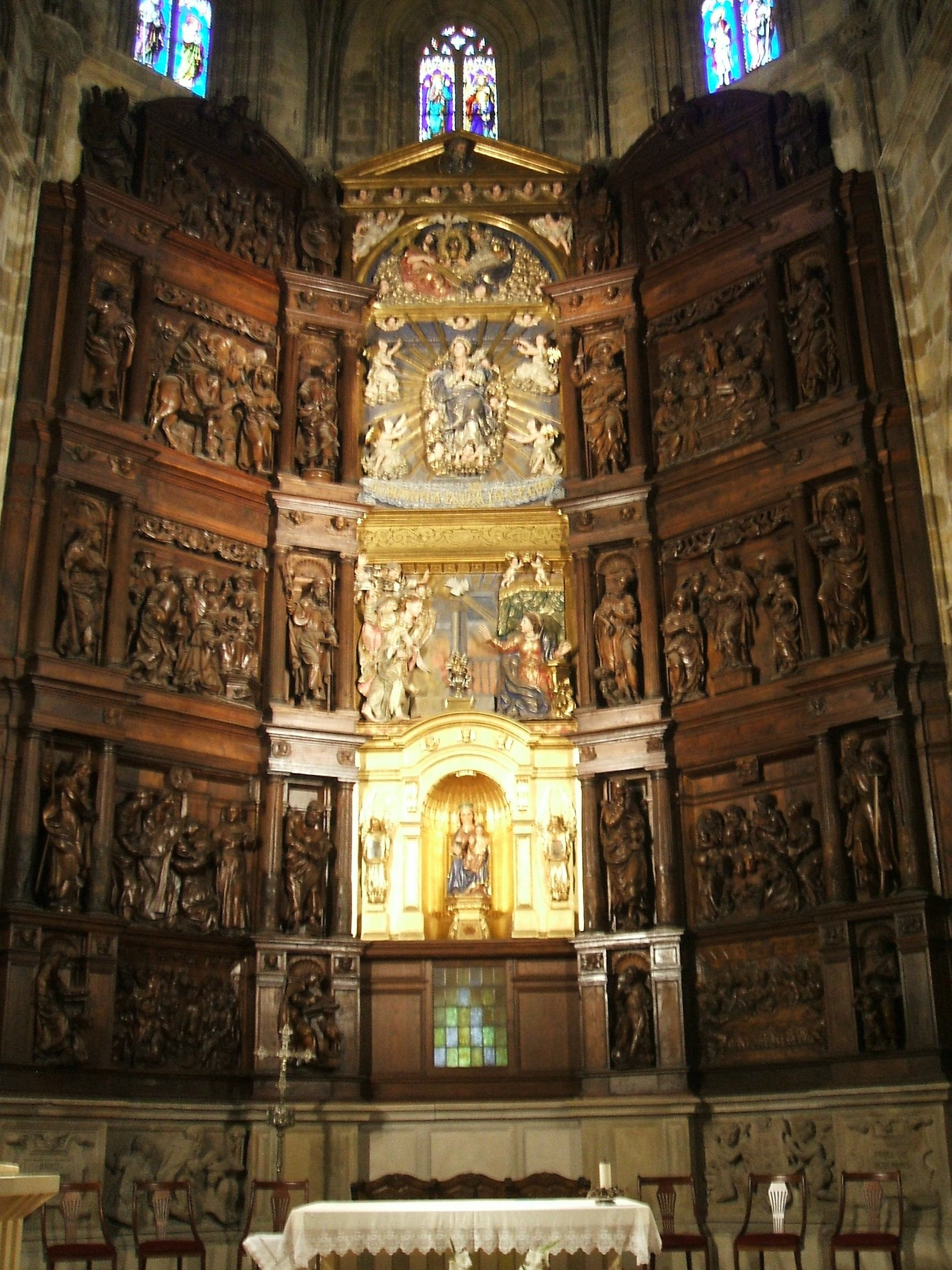
Retablo mayor.

Contiene el retablo mayor, imponente obra renacentista realizada por los hermanos Beaugrant, quienes tallaron la parte derecha a partir de 1533, y Juan de Ayala, autor de las calles central e izquierda desde 1549. El ensamblaje de la mazonería, formada por predela, tres cuerpos y ático segmentados en tres calles y cuatro entrecalles, correspondió a Juan Imberto. La calle central está presidida por una talla gótica del siglo XIV de Santa María. Encima están representadas la Anunciación, la Asunción y la Trinidad. En las calles laterales aparecen representadas diversas escenas de la vida de Cristo. Entre las calles laterales se incluyen esculturas que representan a los evangelistas, los apóstoles y los padres de la Iglesia. Las diferencias de estilo entre los dos imagineros son claras: sobresale la expresividad y elegancia de Beaugrant frente al menor dinamismo de las figuras de Ayala. Fue sufragado con un legado del preboste Lope García de Salazar y Mena, muerto en 1536, cuyo escudo y figura aparecen en el zócalo de piedra en la base. Las obras fueron terminadas por Juan de Beaugrant y Juan de Ayala hacia 1555. La falta de medios económicos impidió el acabado policromado. Fue en 1749 cuando el artista Andrés de Rada pintó la calle central en estilo rococó. Este retablo fue sometido a una restauración entre 1986 y 1988.
- Tramos cabeceros de las naves laterales

A derecha e izquierda del presbiterio. La restauración de la basílica en los años noventa cambió la disposición del mobiliario en estos espacios, a los que se añadieron dos pinturas renacentistas de autor desconocido. En el tramo del Evangelio, a la izquierda, se colocó un tríptico de la Coronación de la Virgen, obra de gran calidad por su colorido y composición. En el tramo de la Epístola, a la derecha, se emplazó la tabla de la Virgen de la Pera con el Niño, que siguiendo un grabado de Alberto Durero recoge igualmente la Coronación de la Virgen.
- Capilla de la Purísima Concepción

En el cuarto tramo de la nave de la Epístola. Bajo un techo ornado por cinco escudos de las familias Salazar y Uríbarri, se emplaza un retablo neogótico de principios del siglo XX que anteriormente estuvo en la capilla de los Salazar. Contiene relieves de la Piedad, la caída de Jesús camino del calvario y la oración en el huerto de los Olivos. Lo preside una talla de la Inmaculada.
- Capilla de San Antonio

En el tercer tramo de la nave de la Epístola. Construida en 1542, en esta capilla ha encontrado cobijo el Cristo del Portal, talla gótica hispano-flamenca de hacia 1490-1500, que anteriormente estuvo en la desaparecida ermita de la plaza portugaluja del mismo nombre, desde donde fue sacado para ser quemado en la Guerra Civil. Afortunadamente salvado de su destrucción, hoy, tras su limpieza y restauración, puede contemplarse en toda su belleza y expresividad. El retablo con la imagen de san Antonio, en el centro, flanqueada por Santa Teresa y la Virgen con el Niño, fue realizado hacia 1800 en estilo neoclásico.
- Capilla de Santiago

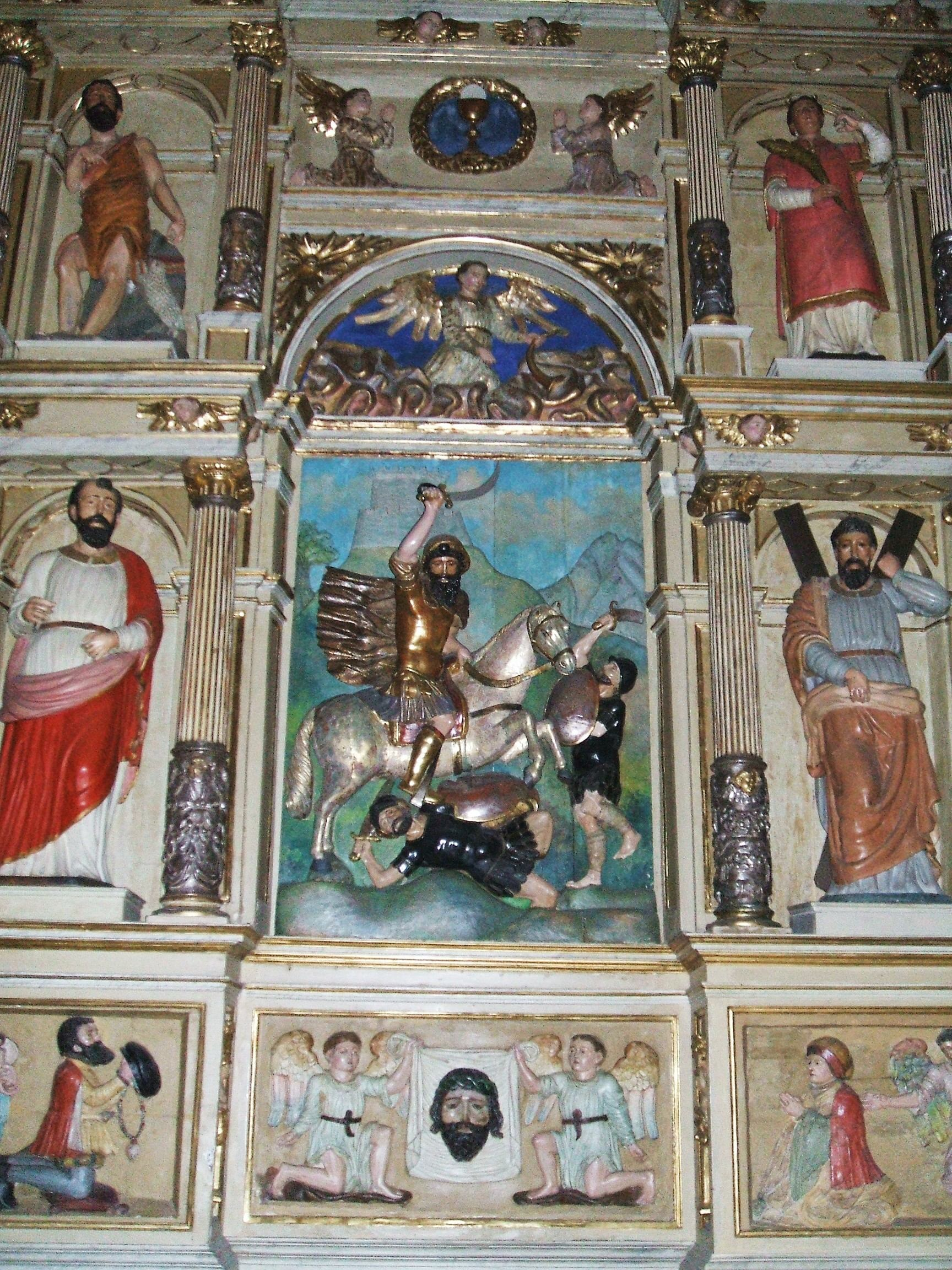
Retablo de Santiago Matamoros.

En el segundo tramo de la nave de la Epístola. La mandó construir en 1569 el capitán y mercader Juan de Ugarte, quien está enterrado en la lauda sepulcral en el suelo, junto a su esposa Teresa Gómez de Matiartu y Butrón. Se trata de una capilla cerrada por reja, forja renacentista fechada en 1569 y atribuida, sin respaldo documental, al taller de los Beaugrant. Su interior atesora un retablo de notable valor dedicado a Santiago Matamoros, obra probable de un oficial de Guiot de Beaugrant, Otxoa de Murueta. Los donantes aparecen esculpidos en la parte inferior del retablo, uno a cada lado.
- Museo parroquial

Situado en la nueva sacristía neogótica. Contiene diversas obras de orfebrería litúrgica, entre las que se destacan: la antigua imagen de la Piedad que se encontraba en la capilla de la Adoración de los Reyes; un juego de crismeras y cáliz de finales del siglo XVI mandado hacer por Juan de Ugarte para su capilla de Santiago; una custodia barroca (1641) de plata sobredorada, de procedencia peruana y donada por el almirante Ballecilla; un conjunto de piezas del XVIII consistente en vinajeras, caja de crismeras y dos cálices de plata; y otro conjunto procedente de México, compuesto por custodia, cáliz y copón de plata, de finales del XVIII y principios del XIX.
Otros elementos del templo son la pila bautismal, barroca del XVII, en el primer tramo de la nave del Evangelio, el púlpito, con base poligonal pétrea del siglo XV y obra de carpintería neogótica, y un órgano romántico de tres teclados construido por la casa francesa Henri Didier de Epinal en 1901-1903. Este órgano moderno sustituyó a uno anterior, barroco, realizado en 1758 por el maestro organero Lorenzo de Arrázola, y fue reparado en 1995 por los hermanos Usabiaga, de Hernani.